# 33. People’s Choice Awards-gála
Az 33. People’s Choice Awards-gála a 2006-os év legjobb filmes, televíziós és zenés alakításait értékelte. A díjátadót 2007. január 9-én tartották a kaliforniai Shrine Auditoriumban, a műsor házigazdája Queen Latifah volt. A ceremóniát a CBS televízióadó közvetítette.

## Győztesek és jelöltek
Forrás:
| Az év új tévévígjátéka | Az év filmes dala |
| --- | --- |
| - Az osztály - A stúdió - Míg a halál el nem választ | - Rascal Flatts - "Life Is a Highway" (Verdák) - Alanis Morissette - "Crazy" (Az ördög Pradát visel) - Sheryl Crow - "Real Gone" (Verdák) |
| Az év drámája | Az év legviccesebb férfi sztárja |
| - A Karib-tenger kalózai: Holtak kincse - A Da Vinci-kód - X-Men: Az ellenállás vége | - Robin Williams - Will Ferrell - Adam Sandler                                                                                            |
| Az év férfi akciófilm-sztárja | Az év filmje |
| - Johnny Depp - Samuel L. Jackson - Jet Li | - A Karib-tenger kalózai: Holtak kincse - Verdák - X-Men: Az ellenállás vége                                                              |
| Az év férfi tévés sztárja | Az év popdala |
| - Patrick Dempsey - Charlie Sheen - Kiefer Sutherland | - Shakira - "Hips Don't Lie" - Nelly Furtado - "Promiscuous" - Pink - "Stupid Girls"                                                      |
| Az év rockdala | Az év női előadója |
| - Bon Jovi - "Who Says You Can't Go Home" - Evanescence - "Call Me When You're Sober" - Red Hot Chili Peppers - "Dani California"                                                           | - Carrie Underwood - Faith Hill - Shakira                                                                                                 |
| Az év férfi filmsztárja | Az év férfi előadója |
| - Johnny Depp - Tom Hanks - Denzel Washington | - Kenny Chesney - Trace Adkins - Toby Keith                                                                                               |
| Az év vígjátékműsora | Az év legviccesebb női sztárja |
| - Két pasi – meg egy kicsi - Férjek gyöngye - A nevem Earl | - Ellen DeGeneres - Julia Louis-Dreyfus - Queen Latifah                                                                                   |
| Az év családi filmje | Az év női filmsztárja |
| - Verdák - Jégkorszak 2. – Az olvadás - Túl a sövényen | - Jennifer Aniston - Halle Berry - Sandra Bullock                                                                                         |
| Az év vígjátéka | Az év drámaműsora |
| - Távkapcs - Anyám nyakán - Taplógáz: Ricky Bobby legendája | - A Grace klinika - CSI: A helyszínelők - Doktor House                                                                                    |
| Az év együttese | Az év vezető színésznője |
| - Nickelback - The Black Eyed Peas - Red Hot Chili Peppers | - Cameron Diaz - Kirsten Dunst - Scarlett Johansson                                                                                       |
| Az év női tévés sztárja | Az év hip-hopdala |
| - Eva Longoria - Jennifer Love Hewitt - Julia Louis-Dreyfus | - Chamillionaire - "Ridin'" - Nelly - "Grillz" - Eminem - "Shake That"                                                                    |
| Az év rajzfilmsorozata | Az év vezető színésze |
| - A Simpson család - Family Guy - Texas királyai | - Vince Vaughn - Matt Damon - Brad Pitt                                                                                                   |
| Az év countrydala | Az év beszélgetős műsorvezetője |
| - Carrie Underwood - "Before He Cheats" - Rascal Flatts - "What Hurts the Most" - Tim McGraw - "When the Stars Go Blue"                                                                     | - Ellen DeGeneres - Jay Leno - Oprah Winfrey                                                                                              |
| Az év duója | Az év R&B dala |
| - Johnny Depp és Keira Knightley - A Karib-tenger kalózai: Holtak kincse - Jennifer Aniston és Vince Vaughn - Szakíts, ha bírsz - Matt Damon, Leonardo DiCaprio és Jack Nicholson - A tégla | - Justin Timberlake - "SexyBack" - Christina Aguilera - "Ain't No Other Man" - Mariah Carey - "Shake It Off"                              |
| Az év realityje | Az év női akciófilm-sztárja |
| - American Idol - Deal or No Deal - A nagy házátalakítás | - Halle Berry - Kate Beckinsale - Uma Thurman                                                                                             |
| Az év új drámaműsora | Az év remake dala |
| - Hősök - Testvérek - Ki ez a lány? | - Rascal Flatts - "Life Is a Highway" - Alanis Morissette - "Crazy" - Michael Bublé - "Save the Last Dance for Me"                        |

## Fordítás
- Ez a szócikk részben vagy egészben  a(z)   33rd People's Choice Awards című angol Wikipédia-szócikk fordításán alapul.  Az eredeti cikk szerkesztőit annak laptörténete sorolja fel. Ez a jelzés csupán a megfogalmazás eredetét és a szerzői jogokat jelzi, nem szolgál a cikkben szereplő információk forrásmegjelöléseként.